# 皮勒米登冰原島峰
72°17′S 3°48′W / 72.283°S 3.800°W
皮勒米登冰原島峰，是南極洲的冰原島峰，位於毛德皇后地的瑪塔公主海岸，處於克納倫峰以東3.7公里的席特冰川，挪威製圖師根據該國的測量和空中照片繪入地圖，現時由南極條約體系管理。